# Stefan Kaiser (Bildhauer)
Stefan Kaiser (* 3. März 1956 in Köln) ist ein deutscher Bildhauer.

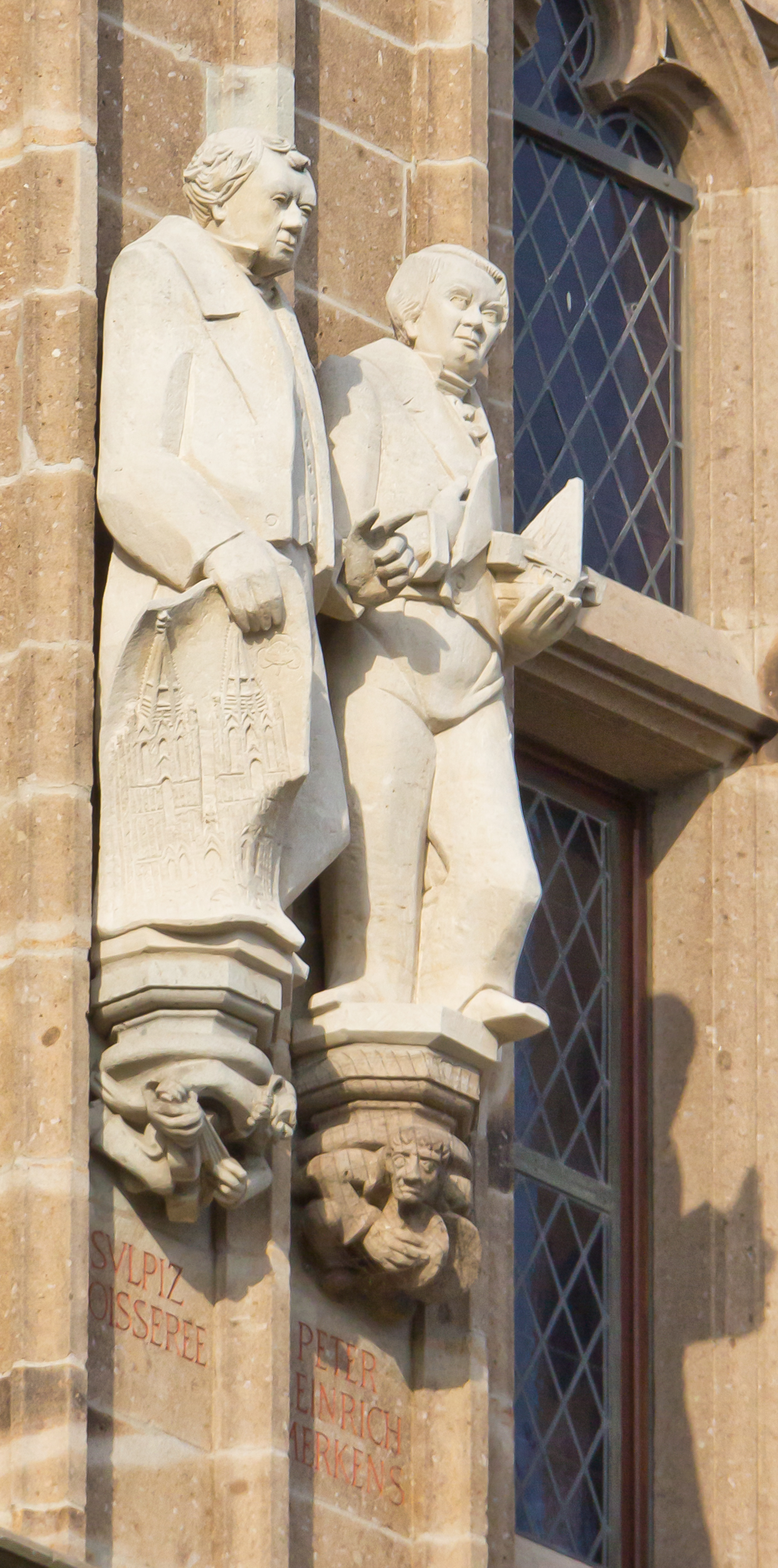
Rathausturm Köln: Sulpiz Boisserée und Peter Heinrich Merkens

## Künstlerischer Werdegang
Nach seinem Schulabschluss begann Kaiser 1974 eine Lehre als Steinmetz und Steinbildhauer an der Kölner Dombauhütte. Im Anschluss daran war er von 1977 bis 1978 freier Mitarbeiter und Schüler des Kölner Bildhauers Elmar Hillebrand (1925–2016). Nach Erlangen seiner Fachhochschulreife nahm er 1980 ein Studium an der Fachhochschule Köln in der Bildhauerklasse von Hans Karl Burgeff auf, das er 1985 abschloss. Bereits während des Studiums stellte Kaiser seine Arbeiten aus und nahm Aufträge von kirchlichen und privaten Auftraggebern an. Seit 1978 ist er freischaffender Künstler im eigenen Atelier. Seit 2020 gibt es in Köln-Rodenkirchen einen öffentlich begehbaren Skulpturenpfad des Künstlers.

## Werk

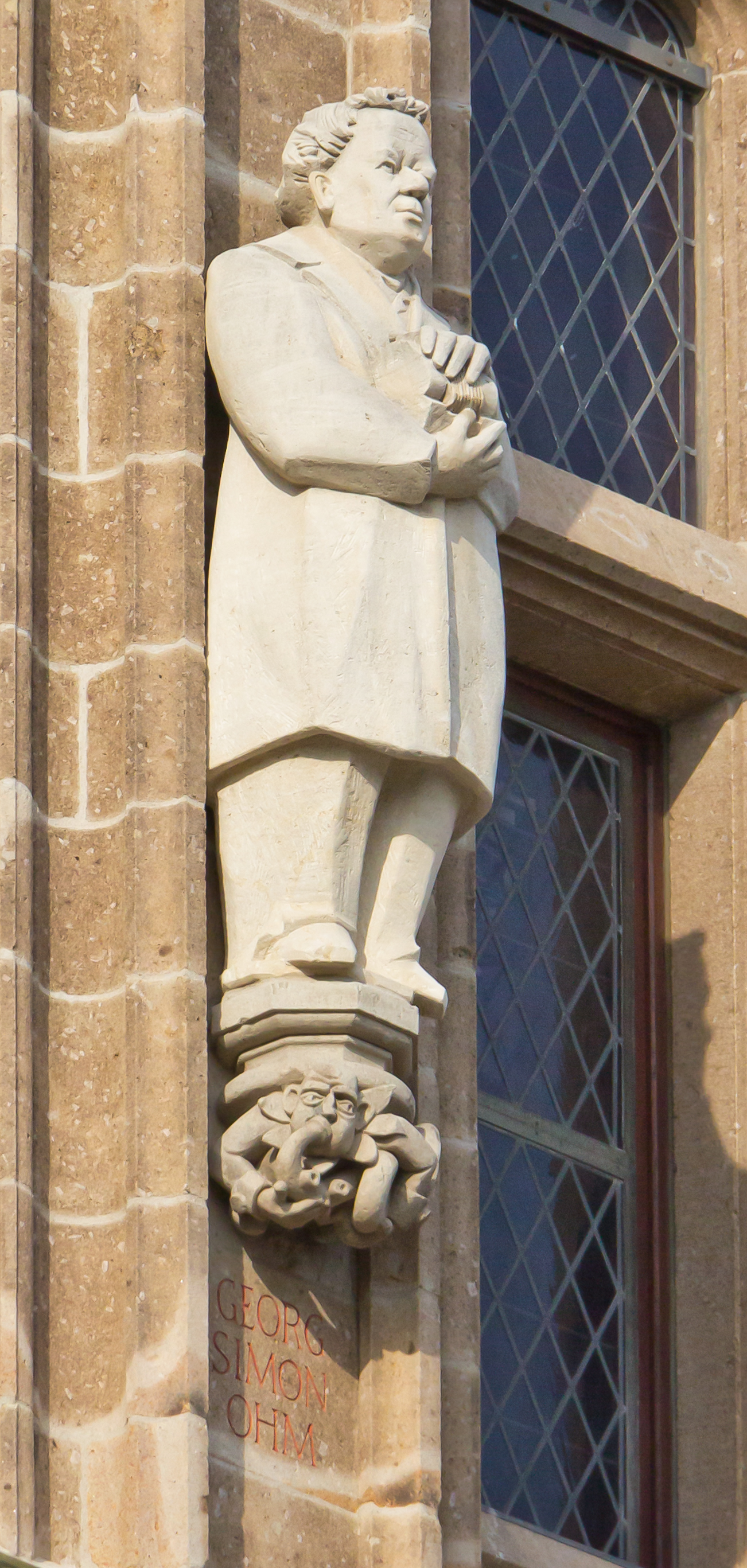
Rathausturm Köln – Georg Simon Ohm

Sein charakteristisches Werk nennt Kaiser „Architektonische Plastik“, das seine bildhauerische Auseinandersetzung mit der „Verflechtung von Horizontaler und Vertikaler mit der Durchdringung von Raumkörpern“ umfasst. Dabei arbeitet er mit den klassischen bildhauerischen Materialien Tuffstein, Sandstein, Muschelkalk, Savonnier-Kalkstein, Terrakotta, Gips und Bronze. Seine Bronze-Skulpturen fertigt er mit der von Elmar Hillebrand entwickelten Bronzegusstechnik an. Das Werk Kaisers ist außerdem durch seine figürliche Plastik gekennzeichnet, wie sie in sakralem Kontext beispielsweise in den Kirchen St. Georg in Köln-Weiß und St. Maternus und St. Joseph in Köln-Rodenkirchen (Josephsstatue) zu sehen sind. 4 der 106 Kölner Ratsturmfiguren stammen aus seiner Hand, die Sulpiz Boisserée (1784–1854), Georg Simon Ohm (1784–1854), Peter Heinrich Merkens (1777–1854) und Rupert von Deutz (um 1065–1129) zeigen.

## Arbeiten

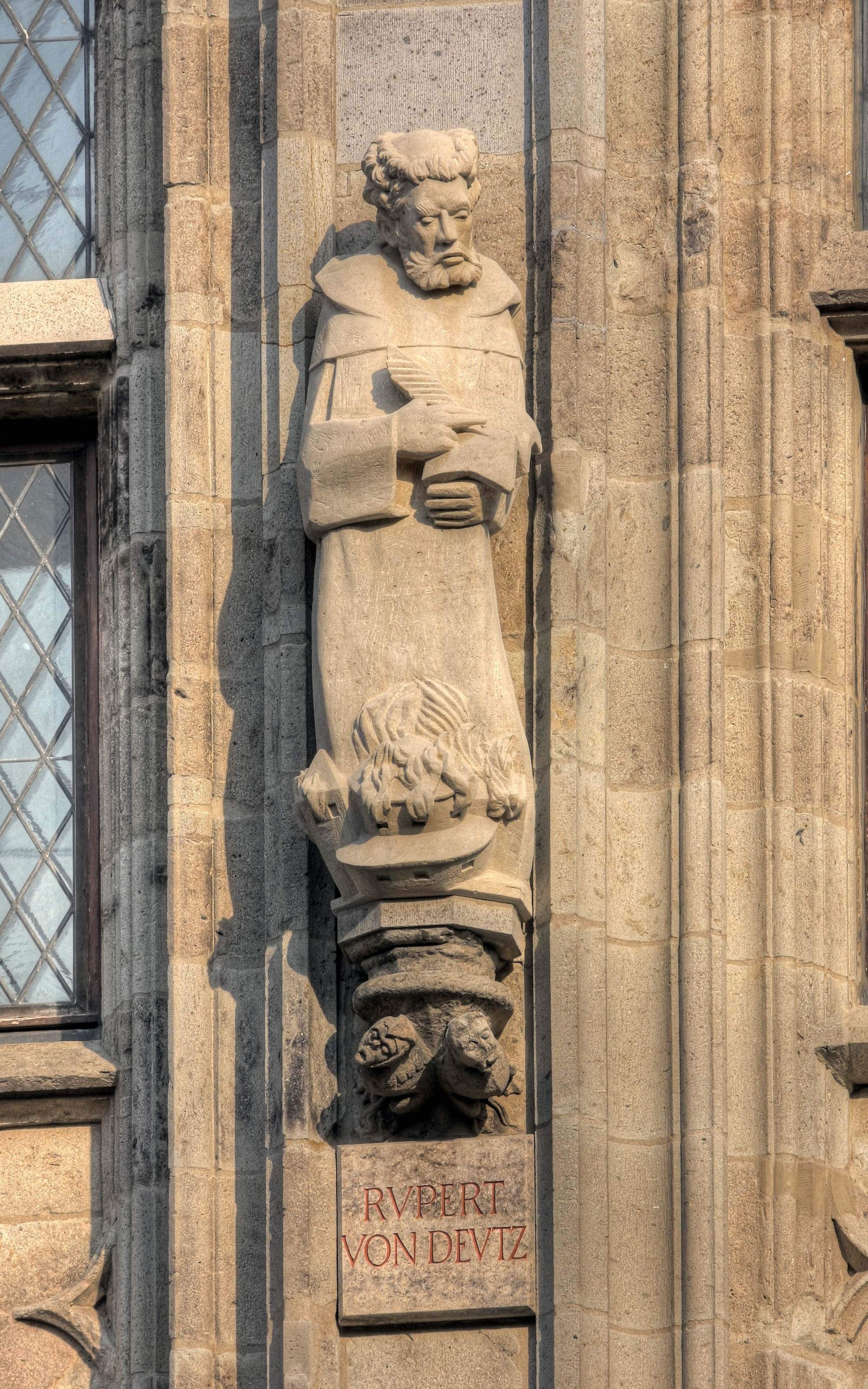
Rathausturm Köln: Rupert von Deutz

Öffentlich zugänglich und sichtbar sind die im Folgenden aufgelisteten Arbeiten des Bildhauers.

### Skulpturenpfad: Kaiser-Skulpturen
- Diverse, öffentlich begehbare Arbeiten im Kölner Stadtteil Rodenkirchen[7][8]

### Kirchliche Auftragsarbeiten
- Nischenrelief Flucht nach Ägypten in St. Georg in Köln-Weiß[4][5]
- Rochusstatue in St. Rochus in Bickendorf
- Josephstatue in St. Joseph in Köln-Rodenkirchen[3]
- Taufbecken (Stele und Bronzedeckel) in Alt St. Maternus in Köln-Rodenkirchen[3][12]
- Maternusstatue an der Chorfassade von Alt St. Maternus in Köln-Rodenkirchen[3][12][5]
- Krippenfiguren der Heiligen Drei Könige in St. Maternus in Köln-Rodenkrichen
- Chistusambo in St. Maria Königin in Frankenforst
- Nikolausstatue in der Abtei St. Nikolaus in Brauweiler[13]
- Statuen Erpho und Kuno an der Nordfassade der Abtei St. Michael in Siegburg[14][15]
- Statue Edith Stein in der Abtei St. Michael in Siegburg[16]
- Gedenktafel für Sulpiz Boisserée im Dom zu Köln

### Auftragsarbeiten der Stadt Köln
- Ratsturmfigur von Sulpiz Boisserée für den Turm des Kölner Rathauses[10][11]
- Ratsturmfigur von Georg Simon Ohm für den Turm des Kölner Rathauses[10][11]
- Ratsturmfigur von Peter Heinrich Merkens für den Turm des Kölner Rathauses[10][11]
- Ratsturmfigur von Rupert von Deutz für den Turm des Kölner Rathauses[10][11]

### Öffentliche Arbeiten
- Granatapfel des Mahnmals Dieser Schmerz betrifft uns alle der Initiative „Völkermord Erinnern“ auf der Hohenzollernbrücke in Köln[17][18]
- Skulptur „Thron“ im Forstbotanischen Garten Köln[19][3]
- Denkmal für Johann Christoph Winters,[20][21] Melaten-Friedhof Köln
- Denkmal für Hermann Josef Berk, Melaten-Friedhof Köln
- Davidstatue, Lichthof im Caritas-Altenzentrum St. Maternus in Köln-Rodenkirchen
- Architektonische Plastik, Lichthof im Caritas-Altenzentrum St. Maternus in Köln-Rodenkirchen